# Скелі Близниці
Ске́лі Близни́ці — ботанічна пам'ятка природи загальнодержавного значення в Україні. Розташована в межах Рахівського району Закарпатської області, на південний захід від смт Ясіня. 

## Географія
Площа 30 га. Створена в 1975 році. Перебуває у віданні Ясінського лісокомбінату. 
Розташована на скелястих урвищах двох вершин гори Близниця. Завдяки важкодоступності тут зростають рідкісні види рослин, зокрема котячі лапки карпатські, любочки несправжньокульбабові, дріада восьмипелюсткова, айстра альпійська та інші. Скелі — унікальне місце зростання білотки альпійської (едельвейс, шовкова косиця), занесеної до Червоної книги України. 
Пам'ятка природи «Скелі Близниці» розташована в межах Свидовецького заповідного масиву. 
У 1997 р. скелі ввійшли  до складу Карпатського біосферного заповідника.